# Fast & Furious: Adrenaline
Fast & Furious: Adrenaline es un videojuego de carreras desarrollado y publicado por I-play para Android, iOS y Windows Phone en 2010. Es la última entrega de Fast & Furious antes de que Gameloft se hiciera cargo de la franquicia.

## Jugabilidad
El juego está completamente en 3D, aunque la jugabilidad es casi la misma que las entregas anteriores y no tiene nuevos modos de juego. La aceleración es automática mientras se conduce el automóvil inclinando el dispositivo hacia la izquierda y hacia la derecha o usando controles de pantalla táctil. El nitro se puede activar para aumentar la velocidad.
El modo historia del juego gira en torno a cuatro equipos que compiten entre sí en un intento de reclamar las calles de Los Ángeles. El jugador elige unirse a una de las crews y puede competir en varios eventos alrededor de la ciudad. Los puntos se obtienen durante las carreras que conducen al jugador a subir de nivel. A medida que se avanza, hay más eventos disponibles y se desbloquean autos nuevos. Las carreras son de cuatro tipos, todos los cuales reaparecen de los juegos anteriores de la serie: carrera de ruta, contrarreloj, carrera de resistencia y persecución policial.

## Recepción
Fast & Furious: Adrenaline recibió críticas desfavorables y obtuvo una puntuación de 6.5 en el sitio web IGN.